# Афонькино (Северо-Казахстанская область)
Афонькино (каз. Афонькино) — село в Мамлютском районе Северо-Казахстанской области Казахстана. Административный центр Становского сельского округа. Код КАТО — 595251100.

## Население
В 1999 году население села составляло 829 человек (425 мужчин и 404 женщины). По данным переписи 2009 года, в селе проживало 598 человек (295 мужчин и 303 женщины).

## История[3]
Село Афонькино образовалось в 1926 году.
В 1930 году был  образован  колхоз села Афонькино — «Новый — Путь».
В 1956 году в селе был построен сельский клуб.
Школу сдали в эксплуатацию в сентябре 1989 года. На открытие школы приезжал герой Советского Союза летчик–космонавт Сафронов Геннадий Васильевич. В его честь одна из улиц села стала называться улицей Космонавтов.
В 1991 году в селе построен Дом культуры.
Построен торговый центр, в котором работали кафе, магазин, ателье, колбасный цех, парикмахерская.
Работала центральная котельная, которая отапливала не только общественные здания, но и половину села.
Во всех селах совхоза был проведен водопровод, заасфальтированы улицы села Афонькино.